# Katalin Sarlós
Katalin Sarlós (Budapest, 24 de agosto de 1968) es una deportista húngara que compitió en remo. Es hija del también remero György Sarlós.
Ganó una medalla de bronce en el Campeonato Mundial de Remo de 1989, en la prueba de scull individual.

## Palmarés internacional
| Campeonato Mundial | Campeonato Mundial | Campeonato Mundial | Campeonato Mundial |
| Año                | Lugar              | Medalla            | Prueba             |
| ------------------ | ------------------ | ------------------ | ------------------ |
| 1989               | Bled (Yugoslavia)  | Medalla de bronce  | Scull individual   |